# This Whole World
«This Whole World» es una canción escrita por Brian Wilson para la banda de rock estadounidense The Beach Boys, y fue lanzado en su álbum Sunflower de 1970.

## Composición
La canción es cantada por Carl Wilson y se acredita como una producción de The Beach Boys. A principios de año, se había incluido en el álbum promocional The Big Ball de Warner Brothers, y se editó como un sencillo, junto con "Slip On Through", pero no llegó a ningún puesto en las listas de éxitos de Estados Unidos ni Reino Unido.
Brian Wilson ha dicho: "Una [canción con una] voz principal muy especial de Carl, las letras son muy espirituales. La melodía y los acordes pasean, se trata de volver a donde comenzamos". AllMusic escribió: "Brian restableció su reputación como uno de los escritores y arreglistas más brillantes. Con una melodía flotante y un, arreglo vocal con clase efervescente, Brian borra los tres años de telarañas que tuvo artísticamente".

## Grabación
La pista fue grabada en una sesión el 13 de noviembre de 1969, en el estudio casero de Brian Wilson.

### Personal
The Beach Boys
- Al Jardine – armonías y coros
- Bruce Johnston – armonías y coros; celeste
- Mike Love – armonías y coros
- Brian Wilson – armonías y coros; piano
- Carl Wilson – voz principal, armonías y coros
- Dennis Wilson – armonías y coros

Músicos de sesión
- Diane –  coros[4]
- Marilyn Wilson – coros[4]
- David Cohen - guitarra eléctrica
- Jerry Cole – guitarra eléctrica
- John Conrad - guitarra eléctrica
- Stephen Desper - ingeniero de sonido, mezclador
- Dennis Dragon – batería
- Gene Estes – batería, campanas
- Ray Pohlman – bajo Fender